# آلفرد استرینج

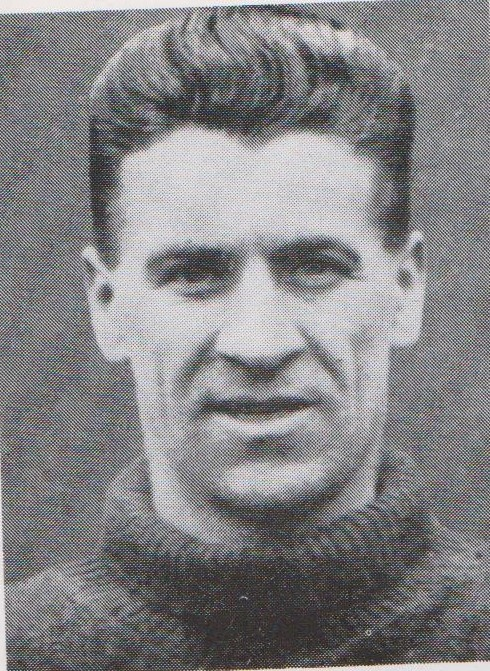
عکس آلفرد استرینج

آلفرد استرینج (به انگلیسی: Alfred Strange) بازیکن فوتبال زادهٔ ۲ آوریل ۱۹۰۰ اهل کشور انگلستان بود که سابقهٔ بازی در تیم ملی فوتبال انگلستان را در کارنامهٔ خود دارد. وی در تاریخ ۵ آوریل ۱۹۳۰ نخستین بازی ملی خود را در مقابل تیم ملی فوتبال اسکاتلند انجام داد و با حضور در ۲۰ بازی ملی، در تاریخ ۶ دسامبر ۱۹۳۳ واپسین بازی ملی‌اش را در برابر تیم ملی فوتبال فرانسه برگزار کرد.